# 橙斑革魨
橙斑革魨，又稱橙斑革單棘魨，為輻鰭魚綱魨形目鱗魨亞目單棘魨科的其中一種，分布於西大西洋區，從加拿大新斯科細亞省至巴西；東大西洋區，從茅利塔尼亞至安哥拉海域，棲息深度3-900公尺，本魚體呈橢圓形且側扁，頭部與身體有很多的小圓的橘色或橘黃色斑點; 唇時常黑色，背鰭硬棘2枚、背鰭軟條32-39枚、臀鰭軟條35-41枚，體長可達61公分，棲息在沙泥底質、海草生長的水域，獨居或成對出現，生活習性不明，可做為食用魚及觀賞魚，有雪卡魚毒的紀錄。

## 扩展阅读
維基物種上的相關：橙斑革魨
1. ↑  Matsuura, K., Robertson, R. & Tyler, J. (2015). Aluterus schoepfii. The IUCN Red List of Threatened Species doi:10.2305/IUCN.UK.2015-4.RLTS.T16404974A16510262.en